# 春日ロケーション〜春日プロデューサーの旅番組〜
『春日ロケーション〜春日プロデューサーの旅番組〜』（かすがロケーション〜かすがプロデューサーのたびばんぐみ〜）は、日本テレビ系列で2025年5月3日（2日深夜）の1:15 - 1:44に「Friday's EDGE」枠で放送されていた旅番組春日俊彰（オードリー）の冠番組である。

## 出演者
- 春日俊彰（オードリー）
- 佐藤満春（どきどきキャンプ）
- 松田好花（日向坂46）

## ネット局
| 放送対象地域   | 放送局                    | 系列                                         | 放送期間     | 放送日時                     | ネット状況 | 備考 |
| -------------- | ------------------------- | -------------------------------------------- | ------------ | ---------------------------- | ---------- | ---- |
| 関東広域圏     | 日本テレビ（NTV）         | 日本テレビ系列                               | 2025年5月3日 | 土曜 1:15 - 1:44（金曜深夜） | 【制作局】 |      |
| 北海道         | 札幌テレビ（STV）         | 日本テレビ系列                               | 2025年5月3日 | 土曜 1:15 - 1:44（金曜深夜） | 同時ネット |      |
| 青森県         | 青森放送（RAB）           | 日本テレビ系列                               | 2025年5月3日 | 土曜 1:15 - 1:44（金曜深夜） | 同時ネット |      |
| 岩手県         | テレビ岩手（TVI）         | 日本テレビ系列                               | 2025年5月3日 | 土曜 1:15 - 1:44（金曜深夜） | 同時ネット |      |
| 宮城県         | ミヤギテレビ（MMT）       | 日本テレビ系列                               | 2025年5月3日 | 土曜 1:15 - 1:44（金曜深夜） | 同時ネット |      |
| 秋田県         | 秋田放送（ABS）           | 日本テレビ系列                               | 2025年5月3日 | 土曜 1:15 - 1:44（金曜深夜） | 同時ネット |      |
| 山形県         | 山形放送（YBC）           | 日本テレビ系列                               | 2025年5月3日 | 土曜 1:15 - 1:44（金曜深夜） | 同時ネット |      |
| 福島県         | 福島中央テレビ（FCT）     | 日本テレビ系列                               | 2025年5月3日 | 土曜 1:15 - 1:44（金曜深夜） | 同時ネット |      |
| 山梨県         | 山梨放送（YBS）           | 日本テレビ系列                               | 2025年5月3日 | 土曜 1:15 - 1:44（金曜深夜） | 同時ネット |      |
| 新潟県         | テレビ新潟（TeNY）        | 日本テレビ系列                               | 2025年5月3日 | 土曜 1:15 - 1:44（金曜深夜） | 同時ネット |      |
| 長野県         | テレビ信州（TSB）         | 日本テレビ系列                               | 2025年5月3日 | 土曜 1:15 - 1:44（金曜深夜） | 同時ネット |      |
| 静岡県         | 静岡第一テレビ（SDT）     | 日本テレビ系列                               | 2025年5月3日 | 土曜 1:15 - 1:44（金曜深夜） | 同時ネット |      |
| 富山県         | 北日本放送（KNB）         | 日本テレビ系列                               | 2025年5月3日 | 土曜 1:15 - 1:44（金曜深夜） | 同時ネット |      |
| 石川県         | テレビ金沢（KTK）         | 日本テレビ系列                               | 2025年5月3日 | 土曜 1:15 - 1:44（金曜深夜） | 同時ネット |      |
| 中京広域圏     | 中京テレビ（CTV）         | 日本テレビ系列                               | 2025年5月3日 | 土曜 1:15 - 1:44（金曜深夜） | 同時ネット |      |
| 鳥取県・島根県 | 日本海テレビ（NKT）       | 日本テレビ系列                               | 2025年5月3日 | 土曜 1:15 - 1:44（金曜深夜） | 同時ネット |      |
| 広島県         | 広島テレビ（HTV）         | 日本テレビ系列                               | 2025年5月3日 | 土曜 1:15 - 1:44（金曜深夜） | 同時ネット |      |
| 山口県         | 山口放送（KRY）           | 日本テレビ系列                               | 2025年5月3日 | 土曜 1:15 - 1:44（金曜深夜） | 同時ネット |      |
| 香川県・岡山県 | 西日本放送（RNC）         | 日本テレビ系列                               | 2025年5月3日 | 土曜 1:15 - 1:44（金曜深夜） | 同時ネット |      |
| 高知県         | 高知放送（RKC）           | 日本テレビ系列                               | 2025年5月3日 | 土曜 1:15 - 1:44（金曜深夜） | 同時ネット |      |
| 福岡県         | 福岡放送（FBS）           | 日本テレビ系列                               | 2025年5月3日 | 土曜 1:15 - 1:44（金曜深夜） | 同時ネット |      |
| 長崎県         | 長崎国際テレビ（NIB）     | 日本テレビ系列                               | 2025年5月3日 | 土曜 1:15 - 1:44（金曜深夜） | 同時ネット |      |
| 徳島県         | 四国放送（JRT）           | 日本テレビ系列                               | 2025年5月3日 | 土曜 1:15 - 1:44（金曜深夜） | 同時ネット |      |
| 熊本県         | くまもと県民テレビ（KKT） | 日本テレビ系列                               | 2025年5月3日 | 土曜 1:15 - 1:44（金曜深夜） | 同時ネット |      |
| 鹿児島県       | 鹿児島読売テレビ（KYT）   | 日本テレビ系列                               | 2025年5月3日 | 土曜 1:15 - 1:44（金曜深夜） | 同時ネット |      |
| 宮崎県         | テレビ宮崎（UMK）         | フジテレビ系列 日本テレビ系列 テレビ朝日系列 | 2025年5月3日 | 土曜 1:15 - 1:44（金曜深夜） | 同時ネット |      |

## スタッフ
- 製作著作 - 日本テレビ